# Luis Corrales
Luis Alberto Fonseca Corrales (San José, 20 de septiembre de 1983) es un futbolista costarricense que juega como delantero en el Lower Hutt City.

## Carrera
Debutó en 2002 en el AD Ramonense, donde permaneció dos temporadas, hasta el 2004 cuando fichó por el club panameño San Francisco FC, pero solo jugó una temporada en dicho club y en 2005 emigró a Nueva Zelanda para ser parte de la plantilla del Stop Out SC. Sin embargo, el jugador no se sintió cómodo en el club y en 2006 regresó a su país natal para jugar en Universidad de Costa Rica. En 2007 volvió a Oceanía, esta vez para jugar en el Team Wellington neozelandés, donde jugó hasta que en 2010 fue adquirido por el Auckland City FC. Luego de dos años muy exitosos, el costarricense regresó al Team Wellington por razones personales a principios de 2013. Al finalizar la temporada 2012/13 decidió alejarse del fútbol semiprofesional para jugar en el Upper Hutt City, un club amateur. Aun así, volvió a firmar con el Wellington en 2014. En 2016 pasó al Stop Out.

## Clubes
| Club                      | País          | Año           |
| ------------------------- | ------------- | ------------- |
| A. D. Ramonense           | Costa Rica    | 2002-2004     |
| San Francisco F. C.       | Panamá        | 2004-2005     |
| Stop Out Sports Club      | Nueva Zelanda | 2005-2006     |
| Universidad de Costa Rica | Costa Rica    | 2006-2007     |
| Team Wellington           | Nueva Zelanda | 2007-2009     |
| Auckland City F. C.       | Nueva Zelanda | 2010-2012     |
| Team Wellington           | Nueva Zelanda | 2013          |
| Upper Hutt City           | Nueva Zelanda | 2013-2014     |
| Team Wellington           | Nueva Zelanda | 2014-2016     |
| Stop Out                  | Nueva Zelanda | 2016-2023     |
| Lower Hutt City           | Nueva Zelanda | 2023-presente |

## Palmarés

### Títulos nacionales
| Título                      | Equipo              | País          | Año  |
| --------------------------- | ------------------- | ------------- | ---- |
| Charity Cup                 | Auckland City F. C. | Nueva Zelanda | 2011 |
| Charity Cup                 | Auckland City F. C. | Nueva Zelanda | 2015 |
| Campeonato de Nueva Zelanda | Team Wellington     | Nueva Zelanda | 2016 |

### Títulos internacionales
| Título                      | Equipo              | Sede    | Año  |
| --------------------------- | ------------------- | ------- | ---- |
| Liga de Campeones de la OFC | Auckland City F. C. | Oceanía | 2011 |
| Liga de Campeones de la OFC | Auckland City F. C. | Oceanía | 2012 |

### Distinciones individuales
| Distinción                                                 | Año  |
| ---------------------------------------------------------- | ---- |
| Máximo goleador del Campeonato de Nueva Zelanda (12 goles) | 2009 |